# Nanami Shiono
Nanami Shiono (塩野七生), née en 1937, est une écrivaine et romancière japonaise surtout connue pour son travail sur l'histoire de l'Italie, particulièrement aux temps de l'Empire romain et de la Renaissance. Elle est très connue dans son pays natal et en Corée du Sud pour sa série de livres, Roma-jin no Monogatari, et d'autres œuvres.

## Biographie
Née à Tokyo le 7 juillet 1937, elle lit L'Iliade d'Homère au llycée et en est fascinée. Elle fait ses études universitaires en philosophie à l'Université Gakushūin. Pendant ses années universitaires elle est très active dans le mouvement étudiant mais le délaisse par désillusion.
Elle redécouvre peu après sa passion pour l'histoire européenne. Elle étudie en Italie de 1963 à 1968, étudiant seule car sans professeur. Elle voyage beaucoup en Europe, en Afrique du Nord, et au Moyen-Orient. À son retour au Japon en 1968 elle commence à écrire ; son premier roman, Runesansu no Onna-tachi (Les Femmes de la Renaissance) sera publié dans le magazine mensuel Chûôkôron.
En 1970 elle publie sa seconde œuvre, Chêsare Borujia Aruiwa Yûkanaru Reikoku (César Borgia le tyran élégant). La même année, elle épouse un médecin italien d'origine sicilienne et déménage avec lui à Florence. Ils ont un garçon, mais  divorcent plusieurs années plus tard. Elle déménage alors à Rome et y vit jusqu'à nos jours.

## Œuvre
Dans ses premières œuvres elle se concentre sur l'Italie de la Renaissance et écrit plusieurs romans historiques. Son point de vue et son style particuliers lui font gagner des admirateurs. Plus tard elle s'intéresse à l'histoire de Venise ; après un long travail de dix ans elle publie Umi no Miyako no Monogatari en 1980, ce qui la fit connaître dans son pays natal. Elle commence le travail sur Roma-jin no Monogatari en 1992 ; l'œuvre, complétée en 2006, est une série de 15 volumes retraçant l'histoire de la ville et de l'Empire romain. Elle écrit aussi des essais sur l'histoire, la politique ou la culture.

### Sur la Renaissance
- Runesansu no Onna-tachi (1968)
- Chêsare Borujia Aruiwa Yûkanaru Reikoku (1970)
- Umi no Miyako no Monogatari (1980)
- Kami no Dairinin (1972)
- Waga Tomo Makiavetri (1987)

### Res Gestae Populi Romani
- Roma-jin no Monogatari (1992-2006)
  - Roma wa Ichinichi ni shite Narazu (1992)
  - Hannibaru Senki (1993)
  - Shôsha no Konmei (1994)
  - Yuriusu Kaesaru, Rubikon Izen (1995)
  - Yuriusu Kaesaru, Rubikon Igo (1996)
  - Pakkusu Rômana (1997)
  - Akumei Takaki Kôtei-tachi (1998)
  - Kiki to Kokufuku (1999)
  - Kentei no Seiki (2000)
  - Subete no Michi wa Rôma ni Tsûzu (2001)
  - Owari no Hajimari (2002)
  - Meisô Suru Teikoku (2003)
  - Saigo no Doryoku (2004)
  - Kirisuto no Shôri (2005)
  - Rôma Sekai no Shûen (2006)

### Romans

#### La trilogie de l'est de la Méditerranée
- Konstantinôpuru no Kanraku (1983)
- Rôdosu-to no Kôbô-ki (1985)
- Repanto no Kaisen (1987)

#### Histoires de trois villes
- Hiiro no Venechia (1987)
- Giniro no Firenche (1989)
- Kôkin no Roma (1990)

### Essais
- Silent Minority (1993)
- Otoko-tachi E (1989)
- Futatabi Otoko-tachi E (1994)
- Itaria Kara no Tegami (1972)
- Itaria Imon (1979)
- Otona Futari no Gogo, ex-æquo avec Hiroyuki Itsuki (1998)

## Prix
- Prix Mainichi de la culture, 1970
- Prix Suntory, 1982
- Prix Shincho, 1993
- Prix Ryōtarō Shiba, 1999
- Prix JSCE(Japan Society of Civil Engineers), 2001
- Ordre du Mérite de la République italienne (2e classe, Grand officier ; Grande Ufficiale Ordine al Merito della Repubblica Italiana), 2002

### Source de la traduction
- (en) Cet article est partiellement ou en totalité issu de l’article de Wikipédia en anglais intitulé « Shiono Nanami » (voir la liste des auteurs).